# Tony Cucchiara
Tony Cucchiara (eigentlich Salvatore Cucchiara; * 30. Oktober 1937 in Agrigento; † 2. Mai 2018 in Rom) war ein italienischer Cantautore, Filmkomponist und Schauspieler.

## Leben
Cucchiara studierte Musik und begann 1955 mit kleineren Auftritten, denen im Jahr darauf sein Radiodebüt folgte. 1957 nahm er an der Fernsehsendung „Voci e volti della fortuna“ teil, die Varieté-Auftritte bot. Bei einem Musiklabel in Neapel unterzeichnete er 1958 seinen ersten Plattenvertrag; die Rai bot ihm zwei Jahre später bessere Konditionen, woraufhin Cucciara nach Mailand zog, wo er mit einigen Orchestern, unter anderen denen von Piero Umiliani und Pippo Barzizza, Aufnahmen machte. In der Fernsehshow Il fico d’India gehörte er zu den regelmäßigen Gästen. 1962 hatte seine Veröffentlichung Lorelyn e Lucienne den bis dahin größten Erfolg; das sich anschließende Annalisa wurde als Titellied der Sendung „Alta pressione“ ausgewählt. Cucciara nahm an Cantagiro teil und sang den von Umiliani geschriebenen Hit Cantu d’amuri für den Film L’amore difficile. Jahre des Erfolges folgten; 1966 spielte er die Rolle eines Sängers im Film Laß die Finger von der Puppe.
Mit seiner Frau Nelly Fioramonti bildete Cucchiara ein Folk-Duo, das zwei Alben mit eigenen Liedern, aber auch Coverversionen bekannter amerikanischer Stücke von Pete Seeger und Phil Ochs einspielte. Il tempo dell’amore war 1969 ein großer Erfolg des singenden Ehepaares. Als Solokünstler hatte Cucchiara weitere Hits: 1966 È l’amore, 1967 Ciao arrivederci und im Sommer 1971 Vola cuore mio. Als Autor schrieb er in diesem Jahr Una casa piccola für Donatella Moretti und nahm 1972 mit Preghiera am Sanremo-Festival teil; für Giuliana Valci brachte er Cavaliere di latta und Come un vecchio amico heraus.
Überschattet von der privaten Tragödie des Todes seiner Frau bei der Geburt ihres zweiten Kindes, wandte sich Cucchiara einigen Bühnenwerken zu; das Musical Cassandra 2000 und der Nachfolger Cain and Abel wurden positiv aufgenommen. Dies führte dazu, dass er sich mehr und mehr auf die Produktion von Bühnenmusicals konzentrierte. Etliche weitere Stücke entstanden, so 1983 Pipino il breve, das Elemente der Volksmusik in seinen mittelalterlichen Stoff verarbeitete und zu Beginn der 1990er Jahre Don Chisciotte di Girgenti, das er in Zusammenarbeit mit dem Teatro Stabile di Catania produzierte. Mit seinem Sohn Gianluca schrieb er L’altra Cenerentola und Il conte di Montecristo.